# Ice on the Dune
Ice on the Dune es el segundo álbum de estudio del dúo australiano de música electrónica Empire of the Sun. Fue lanzado el 14 de junio de 2013 por Capitol Records.
Las grabaciones del álbum empezaron en noviembre de 2011 pasando por numerosos estudios de grabación ubicados en Sídney, Londres, Miami y Los Ángeles.
Un tráiler realizado para promocionar el álbum fue lanzado el 11 de marzo de 2013; fue producido por Kelvin Optical, una división de la productora Bad Robot, y fue dirigido por  J.D. Dillard. Fue acompañado de un relato ficticio relacionado con el álbum, que describe la historia de un "emperador" y un "profeta" que mantenían el mundo balanceado, hasta que un día El rey de las Sombras roba la joya que les otorgaba el poder y control de la tierra, generando un cambio repentino en el planeta, pero a pesar de que parece no haber solución para esto, el emperador y el profeta nunca pierderan la esperanza.
Fue precedido por su sencillo "Alive" lanzado en abril de 2013, alcanzando el número 22 en Australia.

## Lista de canciones
| N.º | Título            | Escritor(es)                                                    | Duración |  |
| 1.  | «Lux»             | Luke Steele, Nick Littlemore, Henry Hey                         | 1:25     |  |
| 2.  | «DNA»             | Steele, Littlemore, John Hill, Peter Mayes, Jonathan Sloan      | 3:54     |  |
| 3.  | «Alive»           | Steele, Littlemore, Mayes, Sloan, Steven Bach                   | 3:24     |  |
| 4.  | «Concert Pitch»   | Steele, Littlemore, Mayes, Sloan                                | 3:40     |  |
| 5.  | «Ice on the Dune» | Steele, Littlemore, Mayes, Sloan                                | 3:25     |  |
| 6.  | «Awakening»       | Steele, Littlemore, Mayes, Sloan                                | 3:45     |  |
| 7.  | «I'll Be Around»  | Steele, Littlemore, Mayes, Sloan                                | 4:30     |  |
| 8.  | «Old Flavours»    | Steele, Littlemore, Mayes, Sloan                                | 3:54     |  |
| 9.  | «Celebrate»       | Steele, Littlemore, Mayes, Sloan, Daniel Johns, Scott Horscroft | 3:19     |  |
| 10. | «Surround Sound»  | Steele, Littlemore, Mayes, Sloan                                | 3:17     |  |
| 11. | «Disarm»          | Steele, Littlemore, Sloan                                       | 3:51     |  |
| 12. | «Keep a Watch»    | Steele, Littlemore, Mayes, Bach                                 | 4:28     |  |

| Bonus track exclusivo para Alemania |                             |          |  |
| N.º                                 | Título                      | Duración |  |
| 13.                                 | «Alive» (Gold Fields Remix) | 5:14     |  |

## Posicionamiento en listas
| País           | Lista (2013)                   | Mejor posición | Ref.   |
| -------------- | ------------------------------ | -------------- | ------ |
| Alemania       | German Albums Chart            | 34             | [ 7 ]  |
| Australia      | Australian Albums Chart        | 3              | [ 8 ]  |
| Bélgica        | Belgian Albums Chart (Flandes) | 40             | [ 9 ]  |
| Bélgica        | Belgian Albums Chart (Valonia) | 44             | [ 7 ]  |
| Escocia        | Scottish Albums Chart          | 31             | [ 10 ] |
| Estados Unidos | Billboard 200                  | 20             | [ 11 ] |
| Estados Unidos | Dance/Electronic Albums        | 2              | [ 12 ] |
| Irlanda        | Irish Albums Chart             | 26             | [ 13 ] |
| Nueva Zelanda  | New Zealand Albums Chart       | 16             | [ 14 ] |
| Países Bajos   | Dutch Albums Chart             | 53             | [ 15 ] |
| Reino Unido    | UK Albums Chart                | 24             | [ 16 ] |